# Aleucanitis sculpta
Aleucanitis sculpta là một loài bướm đêm trong họ Noctuidae.